# Metsteren
Metsteren est un hameau de la ville belge de Saint-Trond. Le hameau est situé à l'ouest de la chaussée menant à Herck-la-Ville. Il possède deux rues. Metsteren comptait 278 habitants en 2006. Ecclésiastiquement, le hameau appartient à la paroisse de Melveren. 

## Visite touristique

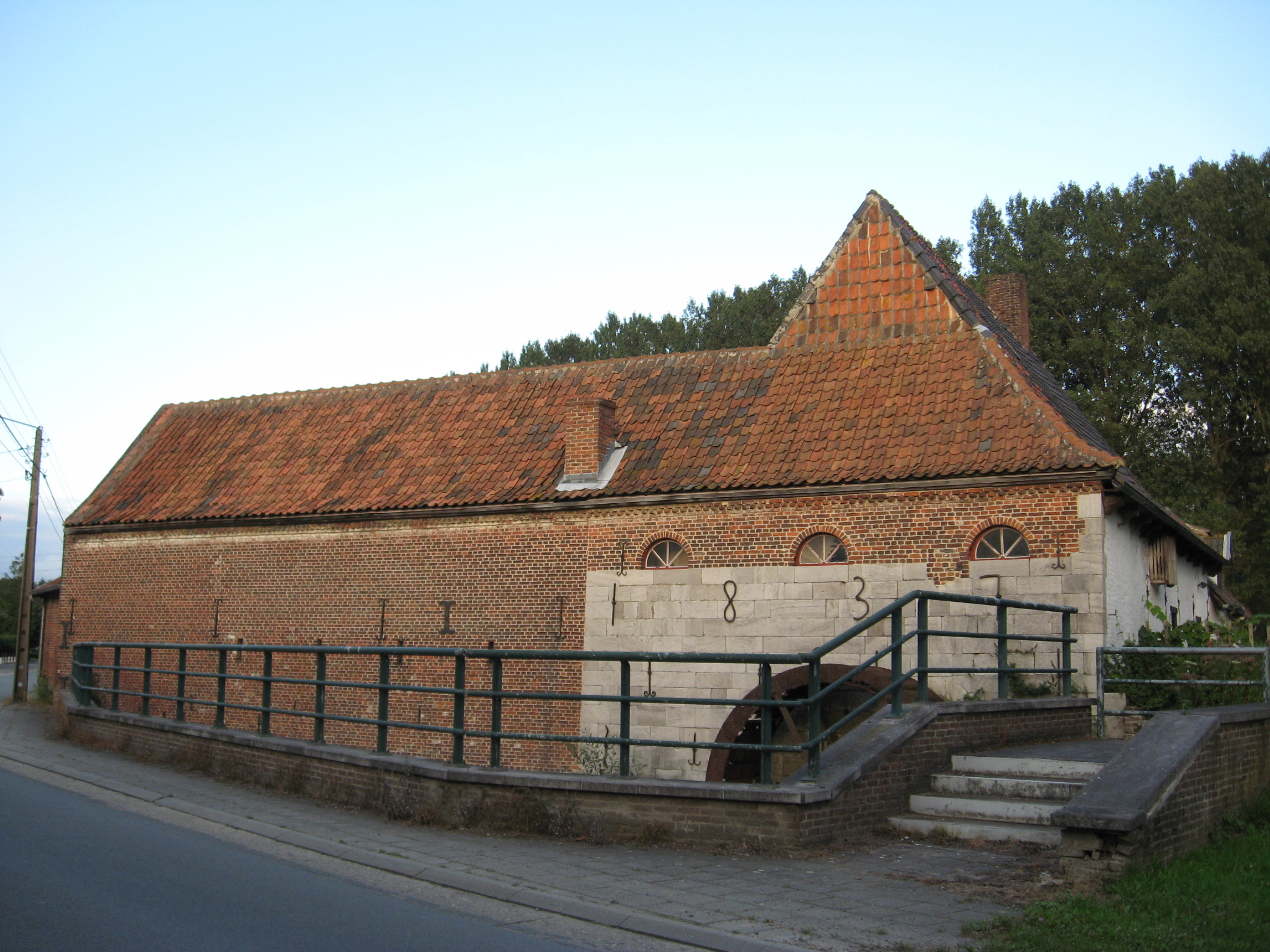
Moulin de Metsteren

- L'abbaye de Nonnenmielen, un monastère bénédictin qui se trouvait à l'origine sur les remparts de Saint-Trond avant d'être déplacer à Metsteren. En 1543, le monastère est élevé au rang d'abbaye. L'abbaye a été vendue pendant la Révolution française. Plus tard, un château néoclassique a été construit sur le site de l'ancienne abbaye.
- Le moulin de Metsteren, monument protégé, un ancien moulin à eau sur le Melsterbeek.
- La ferme Saint-Nicolas.

## Nature et paysage
Metsteren se trouve en Hesbaye humide. Le Melsterbeek coule y avec une direction nord-ouest et se jette finalement dans la Gette. L'altitude de Metsteren est de 40 à 45 mètres. 

## Villages à proximité
Runkelen, Nieuwerkerken, Melveren, Guvelingen, Gorsem